# Taming a Tenderfoot
Taming a Tenderfoot è un cortometraggio muto del 1913 diretto da William Duncan. Prodotto dalla Selig e sceneggiato da Cornelius Shea, il film aveva come interpreti Lester Cuneo, Tom Mix, Myrtle Stedman, Florence Dye.

## Produzione
Il film fu prodotto dalla Selig Polyscope Company.

## Distribuzione
Distribuito dalla General Film Company, il film - un cortometraggio di una bobina - uscì nelle sale cinematografiche statunitensi il 17 giugno 1913.